# Neuensaal
Neuensaal ist ein Wohnplatz in der Gemeinde Kürten im Rheinisch-Bergischen Kreis.

## Lage und Beschreibung
Der Ort liegt an der Kreisstraße 36 in der Nähe von Altensaal, Schwarzeln, Krautweg und Hau.

## Geschichte
Ein Hof Saal bei Bechen wurde erstmals im Jahr 1443 als zo dem Sale urkundlich erwähnt, 1470 als Saell. Das Grundwort im Ortsnamen gehört entweder zu ahd. sal, as. seli oder zu ahd. seilda, mhd. selde. Beide Wortstämme besitzen die Bedeutung „Wohnung“, „Haus“.
Der Ort lag an dem Heerweg Köln–Wipperfürth–Soest, einer bedeutenden mittelalterlichen Altfernstraße von Köln über Wipperfürth nach Soest. Die Trasse der alten Höhenstraße wird bis auf kleine Abweichungen noch heute von der Bundesstraße 506 genutzt.
Die Topographia Ducatus Montani des Erich Philipp Ploennies aus dem Jahre 1715, Blatt Amt Steinbach, belegt, dass der Ort bereits 1715 als Ort mit mehreren Höfen bestand und (hier noch nicht getrennt von Altensaal aufgeführt) als Saal bezeichnet wurde. Aus der Charte des Herzogthums Berg 1789 von Carl Friedrich von Wiebeking geht hervor, dass Neuensaal zu dieser Zeit Teil der Honschaft Bechen im Kirchspiel Kürten im Landgericht Kürten war.
Unter der französischen Verwaltung zwischen 1806 und 1813 wurde das Amt Steinbach aufgelöst und Neuensaal wurde politisch der Mairie Kürten im Kanton Wipperfürth  im Arrondissement Elberfeld zugeordnet. 1816 wandelten die Preußen die Mairie zur Bürgermeisterei Kürten im Kreis Wipperfürth.
Neuensaal gehörte zu dieser Zeit zur Gemeinde Bechen.
Der Ort ist auf der Topographischen Aufnahme der Rheinlande von 1824 als Neue Saal und auf der Preußischen Uraufnahme von 1840 als Neuensaal verzeichnet.
Ab der Preußischen Neuaufnahme von 1892 ist er auf Messtischblättern regelmäßig als Neuensaal verzeichnet.
1822 lebten zwölf Menschen im als Haus kategorisierten und Neuensaal bezeichneten Ort.
Der 1845 laut der Uebersicht des Regierungs-Bezirks Cöln als Hof kategorisierte Ort besaß zu dieser Zeit drei Wohnhäuser. Zu dieser Zeit lebten 16 Einwohner im Ort, davon alle katholischen Bekenntnisses.
Die Gemeinde- und Gutbezirksstatistik der Rheinprovinz führt Neuensaal 1871 mit zwei Wohnhäusern und 21 Einwohnern auf.
Im Gemeindelexikon für die Provinz Rheinland von 1888 werden zwei Wohnhäuser mit 18 Einwohnern angegeben.
1895 hatte der Ort zwei Wohnhäuser und 16 Einwohner.
1905 besaß der Ort zwei Wohnhäuser und 17 Einwohner und gehörte konfessionell zum katholischen Kirchspiel Bechen.
1927 wurden die Bürgermeisterei Kürten in das Amt Kürten überführt. In der Weimarer Republik wurden 1929 die Ämter Kürten mit den Gemeinden Kürten und Bechen und Olpe mit den Gemeinden Olpe und Wipperfeld zum Amt Kürten zusammengelegt. Der Kreis Wipperfürth ging am 1. Oktober 1932 in den Rheinisch-Bergischen Kreis mit Sitz in Bergisch Gladbach auf.
1975 entstand aufgrund des Köln-Gesetzes die heutige Gemeinde Kürten, zu der neben den Ämtern Kürten, Bechen und Olpe ein Teilgebiet der Stadt Bensberg mit Dürscheid und den umliegenden Gebieten kam.